# Hajdowska Góra
Hajdowska Góra (805 m), Łopień Wschodni lub Rydznik – najdalej na wschód położony szczyt masywu Łopienia w Beskidzie Wyspowym. Przez mieszkańców Tymbarku nazywany jest górą Rydznik, przez mieszkańców Słopnic górą Wzory lub Hajdowską Górą (od należącego do Słopnic osiedla Hajdówka). Geoportal bazujący na państwowym rejestrze nazw geograficznych podaje nazwę Hajdowska Góra, na niektórych mapach opisany jest także pod błędną nazwą Majdowskiej Góry (zniekształcenie nazwy Hajdowska Góra)
Z Hajdowskiej Góry spływa kilka potoków uchodzących do Czarnej Rzeki, Słopniczanki i Łososiny. Największe to Nok i Suchy Potok. Jest porośnięty lasem, ale kilka polan istnieje jeszcze w dolnej części jego stoków (m.in. Gładkie Łaziska i osiedle Podlas). Niewielka polana istniała też na szczycie Łopienia Wschodniego, obecnie już niemal całkowicie zarosła lasem. Dawniej stała na niej drewniana wieża triangulacyjna, przez miejscową ludność nazywana patrią.
Przez Hajdowską Górę prowadzą dwa szlaki turystyki pieszej; żółty jego podnóżami oraz czarny jego grzbietem. Wschodnimi podnóżami w Słopnicach poprowadzono ponadto ścieżkę edukacyjną. Szczyt Łopienia znajduje się w granicach wsi Podłopień, ale stoki należą także do Słopnic i Tymbarku.

## Szlaki turystyczne
z Tymbarku północnymi podnóżami Łopienia, przez Zaświercze (górzysty przysiółek Słopnic), Mogielicę, Krzystonów, Jasień na Przełęcz Przysłop;
 Tymbark – Łopień Wschodni – Łopień Środkowy – Myconiówka;
 ścieżka edukacyjna „Przełom Czarnej Rzeki”: Chodniki – Zaświercze.

## Przypisy

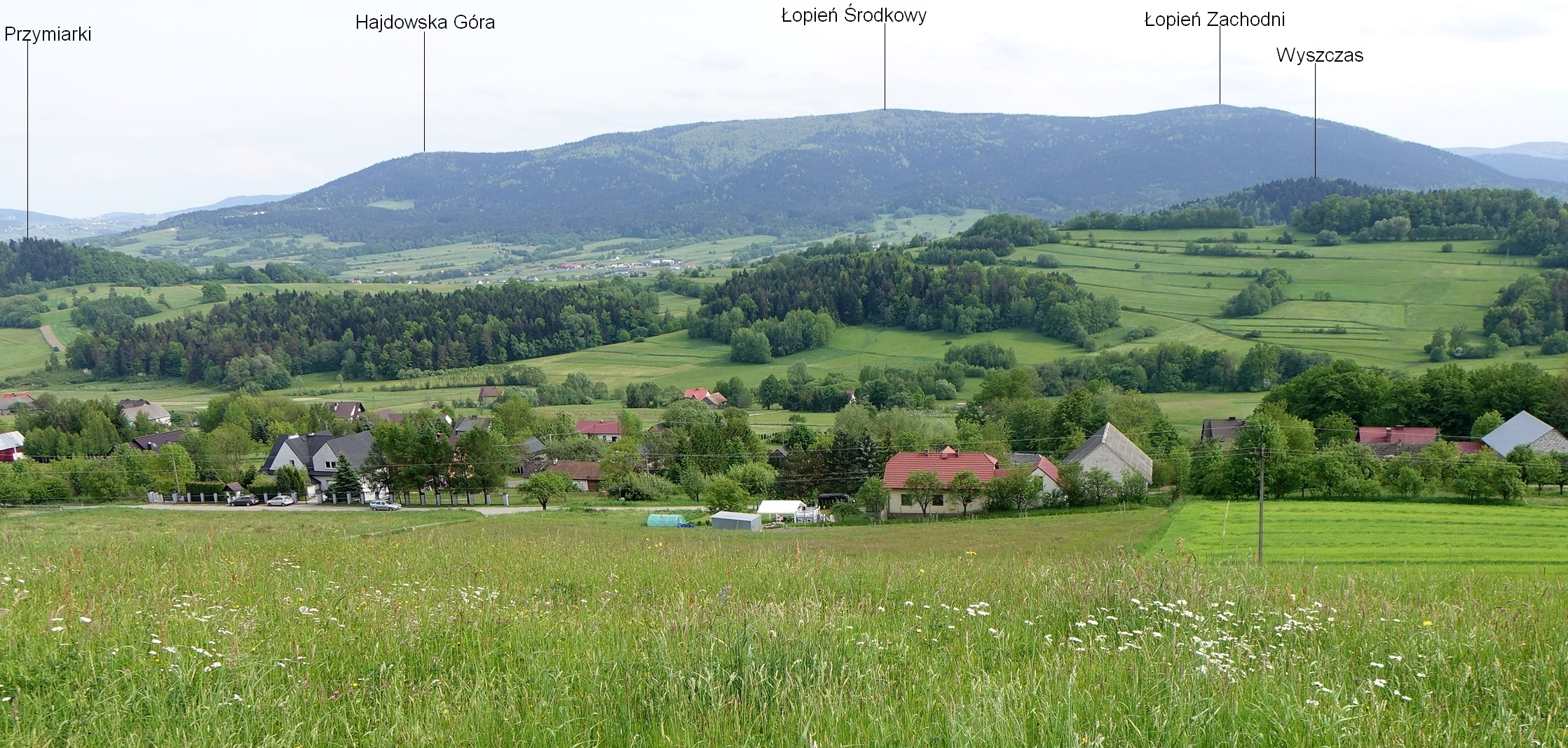
Widok z działu w Wilkowisku